# 이원종 (1942년)
이원종(李元鐘, 1942년 4월 4일 ~ , 충북 제천)은 대한민국의 정치인, 행정공무원이다.
제26대, 30대, 31대 충청북도지사를 역임했고, 제27대 서울시장에 재직하기도 하였으나, 성수대교 붕괴사건으로 인해 경질되었다. 성균관대학교 국정관리대학원 석좌교수를 지내다 2016년에 이병기 비서실장의 후임 청와대 비서실장으로 임명되었다.

## 학력
- 왕미초등학교
- 제천중학교
- 제천고등학교
- 1961 ~ 1963: 대한민국 국립 체신대학 통신행정학과 전문학사
- 1964 ~ 1966: 성균관대학교 행정학사
- 1977 ~ 1978: 대한민국 국방대학교 행정학사
- 1983 ~ 1986: 한양대학교 행정대학원 행정학 석사
- 1987 ~ 1988: 대한민국 국방대학원 행정학 석사

### 명예 박사 학위
- 1996: 성균관대학교 명예 행정학 박사
- 1998: 충북대학교 명예 행정학 박사

## 경력
- 1963 ~ 1967: 체신부 광화문전화국 근무
- 1966: 제4회 행정고시 합격
- 1967: 서울특별시청 근무(사무관)
- 1975 ~ 1980: 서울특별시 기획담당관·행정과장
- 1980 ~ 1981: 서울특별시 용산구청장
- 1981 ~ 1982: 서울특별시 주택, 보건사회국장
- 1982 ~ 1985: 서울특별시 성동구청장
- 1985 ~ 1986: 서울특별시 강동구청장
- 1987 ~ 1988: 서울특별시 성북구청장
- 1988 ~ 1988: 서울특별시 동대문구청장
- 1988 ~ 1989: 서울특별시 교통국장
- 1989 ~ 1991: 서울특별시 내무국장
- 1991 ~ 1992: 대통령비서실 행정비서관
- 1992 ~ 1993: 제26대 충청북도지사
- 1993 ~ 1994: 제27대 서울특별시장
- 1995 ~ 1996: 성균관대학교 행정대학원 교수
- 1995 ~ 1996: 서울특별시 시정개발연구원 초빙연구위원
- 1996 ~ 1997: 제4대 서원대학교 총장
- 1998 ~ 2002: 제30대 충청북도지사
- 1999 ~  한양대학교 지방자치대학원 겸임교수
- 2002 ~ 2006: 제31대 충청북도지사
- 2006 : 성균관대학교국정관리대학원 석좌교수
- 2013 ~ 2016: 대통령직속 지역발전위원회 위원장
- 2016: 청와대 대통령비서실장
- 자유한국당 정치인

## 수상
- 2008년: 제21회 우관상
- 2007년: 자랑스런 성균인상
- 1990년: 홍조근정훈장
- 1979년: 근정포장

## 역대 선거 결과
|  | 74.14% |

|  | 58.59% |